# Harald (Argyll)
Harald (auch Haraldus und Heraldus; † um 1230) war ein schottischer Geistlicher. Er war der erste Bischof der Diözese Argyll.
Wann genau die Diözese Argyll gebildet wurde, ist umstritten. Möglicherweise wurde das alte Bistum der Isle of Man und der westschottischen Inseln nach dem Tod von Bischof Cristin um 1186 geteilt, nachdem ein Teil des Königreichs der Inseln 1156 von Somerled erobert worden war. Nach der Chronik von Walter Bower aus dem 15. Jahrhundert wurde die Diözese auf Veranlassung von Bischof John von Dunkeld zwischen 1183 und 1203 aus dem westlichen Teil der Diözese Dunkeld gebildet, da der Bischof die Sprache der Bewohner der abgelegenen Region nicht verstand. Zum ersten Bischof ernannte John seinen Kaplan Harald. Da Bower in seinen Berichten aber bereits an anderer Stelle Bischof John mit einem anderen Bischof John von Dunkeld verwechselt hat, ist es wahrscheinlich, dass erst der zweite Bischof John zwischen 1211 und 1214 die Gründung der Diözese Argyll veranlasst hat. Demnach wäre Harald ein Kaplan des zweiten Bischofs John gewesen. Hierfür spricht vor allem, dass Harald erst um 1230 starb. Die Diözese Argyll wird auch nicht in der 1193 erlassenen Bulle Cum universi aufgeführt, was für eine spätere Gründung von Argyll spricht. Sicherlich erhielt der Bischof von Dunkeld als Entschädigung für die Gebietsabtretung das Recht, den ersten Bischof von Argyll zu ernennen.
Die Diözese stand zunächst stark unter dem Einfluss von Duncan MacDougall, dem Lord von Argyll. Die erste Kathedrale von Argyll lag auf der Insel Lismore unweit von Dunstaffnage Castle, dem Hauptsitz der Lords von Argyll. Nach dem Tod von Harald blieb die Diözese Argyll mehrere Jahre lang vakant, und die Einkünfte aus der Diözese flossen an den Lord of Argyll.